# Turó de Lapaix
El Turó de Lapaix és una muntanya de 1.712 metres que es troba al municipi de Montferrer i Castellbò, a la comarca de l'Alt Urgell.